# Rob & Big
Rob & Big je americká reality show, která ukazuje život profesionálního skateboardisty a herce Rob Dyrdeka a jeho nejlepšího kamaráda a bodyguarda Christopher "Big Black" Boykina. První řadu reality show sledovalo na MTV více než 70 milionů diváků po celém světě.

## Vysílání na MTV
Tato show měla premiéru 4. listopadu 2006 a 23. dubna 2008 vysílání skončilo. Producentem byl Ruben Fleischer. Třetí řada této show začala 8. ledna 2008. Christopher "Big Black" Boykin ukončil účinkování v této show poté, co se stal otcem a odstěhoval se do Texasu. Poslední díl této série se vysílal 15. dubna 2008. Rob Dyrdek krátce nato spustil novou reality show na MTV s názvem Rob Dyrdek's Fantasy Factory, která se na MTV vysílá od 8. února 2009. V této reality show se objevil i jeho bratranec Christopher "Drama" Pfaff a jejich psi Meaty a Beefy.

## Díly
Show měla 3 řady a 32 epizod. První a druhá řada měla po 8 epizodách. Třetí řada měla 15 epizod, z toho 1 speciální. Show skončila 15. dubna 2008.

## Účinkující
- Rob Dyrdek - Skateboardista
- Christopher "Big Black" Boykin - Bodyguard a přítel Rob Dyrdeka
- Christopher "Drama Beats" Pfaff - Robův bratranec a asistent
- Rashawn "Bam Bam" Davis - Bodyguard
- Meaty - Bulldog
- Mini Horse - Poník